# Морський вовк
«Морський вовк» — психологічно-пригодницький роман 1904 року, американського письменника Джека Лондона.

## Опис
Один з найвідоміших романів Джека Лондона «Морський вовк» оповідає про капітана шхуни «Привид» «Вовка» тобто Ларсена, дивну особистість: грубу і безжальну та водночас сильну людину, в той же самий час своєрідного філософа. Він сповідує таку філософію: «життєвої закваски» — природного початку, що об'єднує людину і тварину для виживання в жорсткому світі. Що більше в людині закваски, то активніше вона буде бореться за місце під сонцем і то більшого досягає.
Ця матеріальна, індивідуалістична філософія є різновидом соціального дарвінизма. В ньому також проявляються риси мальтузіанства.
Головний герой твору, Хамфрі ван Вейден, є літературним критиком, який пережив океанські зіткнення і перебуває під пануванням Вольфа Ларсена, безжалісного та аморального капітана морського корабля, який рятує його. 

## Екранізації
| Назва                                 | Країна (рік)                               | Режисер                                               | У ролях                                                                      |
| ------------------------------------- | ------------------------------------------ | ----------------------------------------------------- | ---------------------------------------------------------------------------- |
| «Морський вовк», фільм                | США (1913)                                 | Хобарт Босворт                                        | Хобарт Босворт, Херберт Роулінсон, Віола Беррі                               |
| «Морський вовк», фільм                | США (1920)                                 | Джордж Мелфорд                                        | Ной Бірі, Том Форман, Мейбл Жюльєнна Скотт                                   |
| «Морський вовк», фільм                | США (1926)                                 | Ральф Інс                                             | Ральф Інс, Теодор фон Ілтц, Клер Адамс                                       |
| «Морський вовк», фільм                | США (1930)                                 | Альфред Сентел                                        | Мілтон Сілс, Реймонд Хекет, Джейн Кейтла                                     |
| «Морський вовк», фільм                | США (1941)                                 | Майкл Кертіс                                          | Едвард Г. Робінсон, Александер Нокс, Айда Лупіно                             |
| «Вовк Ларсен», фільм                  | США (1958)                                 | Хермон Джонс                                          | Бері Саліван, Пітер Грейвс, Гіта Хол                                         |
| «Морський вовк», серіал               | Франція, ФРН, Румунія, Австрія (1971—1974) | Аліку Кройтору, Серджіу Ніколаеску, Вольфганг Штаудте | Раймонд Хармсторф, Едвард Мікс                                               |
| «Морський вовк», фільм                | Італія (1975)                              | Джузеппе Вері                                         | Чак Коннорс, Джузеппе Памб'єрі, Барбара Бах                                  |
| «Морський вовк», багатосерійний фільм | «Одеська кіностудія», СРСР (1990)          | Ігор Апасян                                           | Любомирас Лауцявічюс, Андрій Руденський, Олена Фіногеєва, Олексій Серебряков |
| «Морський вовк», телевізійний фільм   | США, Канада (1993)                         | Майкл Андерсон                                        | Чарльз Бронсон, Крістофер Рів, Кетрін Мері Стюарт                            |
| «Морський вовк», фільм                | США (1997)                                 | Гарі Т. Мак-Дональд                                   | Стейсі Кіч та ін.                                                            |
| «Морський вовк», телевізійний фільм   | Німеччина (2008)                           | Крістоф Шреве                                         | Томас Кречман, Флоріан Штеттер, Петра Шмідт-Шаллер                           |
| «Морський вовк», міні-серіал          | Канада, Німеччина (2009)                   | Майк Баркер                                           | Себастьян Кох, Стівен Кемпбел-Мур, Нів Кемпбелл.                             |

## Примітка
↑ Те, що рік дії саме 1893-й, видно з тексту чотирнадцятої глави. Йогансен, відповідаючи, коли останній раз писав своїй матері, говорить: «… у вісімдесят третьому. Десять років тому».
↑ назва роману Sea Wolf переведено на російську як «Морський вовк». Однак це поняття, що означає російською мовою досвідченого моряка, англійською б швидше звучало як sea salt або old salt
↑ від імені головного героя Humphrey — Hump англійською мовою — горб
↑ Лондон писав в 1905 році: «McLean had an exciting record of adventure and upon his deeds I based my Sea Wolf character. Of course, much of the Sea Wolf is imaginary development, but the basis is Alexander McLean» — Don MacGillivray. Captain Alex MacLean. Jack London's Sea-Wolf. — Vancouver. Toronto: UBC-Press, 2008. — Introduction. p. 15
↑ Джек Лондон. Люди безодні. Глава XV. «Мати моряків».